# 9 Pułk Huzarów Cesarstwa Austriackiego
9 Pułk Huzarów Cesarstwa Austriackiego – jeden z austriackich pułków kawalerii okresu Cesarstwa Austriackiego.
Okręg poboru: Veszprém, potem Osijek (Esseg).

## Wcześniejsza nomenklatura
- 1769: 11 Pułk Kawalerii
- 1780: 9 Pułk Kawalerii
- 1789: 11 Pułk Kawalerii
- 1798: 9 Pułk Huzarów

## Garnizony

### Przed powstaniem Cesarstwa
- 1787-1788: Bukowina
- 1791-1793: Osijek (Esseg)
- 1797-1799: Ptuj (Pettau)
- 1801-1804: Osijek (Esseg)

### Po powstaniu Cesarstwa
- 1804-1805: Osijek (Esseg)
- 1806: Osijek (Esseg)
- 1808-1809: Ptuj (Pettau)
- 1810: Radkersburg
- 1811: Nagy-Kanizsa
- 1812: Hódmezővásárhely
- 1813: Żółkiew
- 1814: Mediolan
- 1815-1821: Łódź